# Euxoa andera
Euxoa andera är en fjärilsart som beskrevs av Smith 1910. Euxoa andera ingår i släktet Euxoa och familjen nattflyn. Inga underarter finns listade i Catalogue of Life.